# Agna

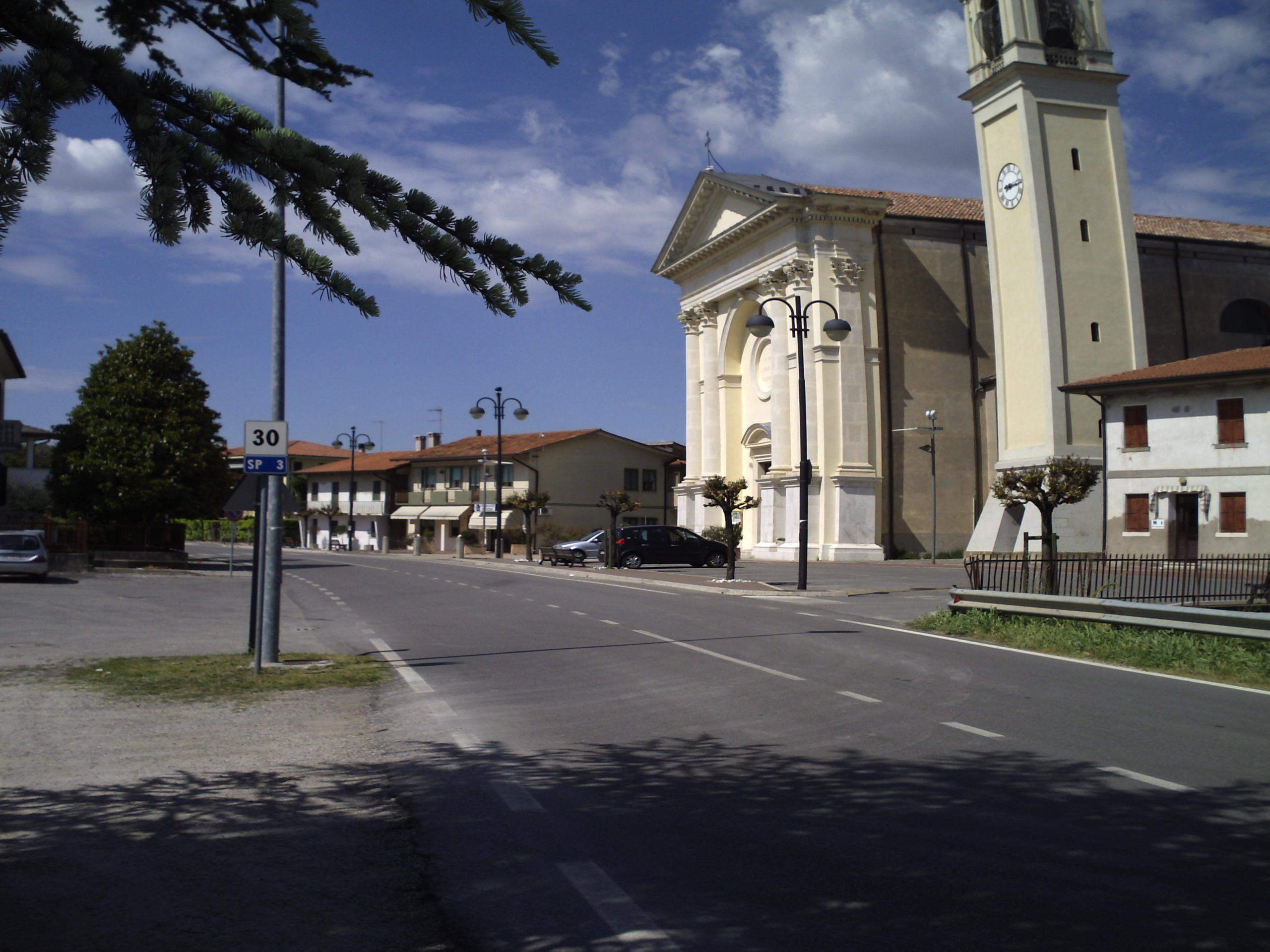
Agna

Agna is een gemeente in de Italiaanse provincie Padua (regio Veneto) en telt 3239 inwoners (31-12-2004). De oppervlakte bedraagt 18,8 km², de bevolkingsdichtheid is 172 inwoners per km².
De volgende frazioni maken deel uit van de gemeente: Frapiero.

## Demografie
Agna telt ongeveer 1170 huishoudens. Het aantal inwoners steeg in de periode 1991-2001 met 2,4% volgens cijfers uit de tienjaarlijkse volkstellingen van ISTAT.
| Jaar | Inwoneraantal |
| ---- | ------------- |
| 1991 | 3085          |
| 2001 | 3158          |

## Geografie
De gemeente ligt op ongeveer 5 m boven zeeniveau.
Agna grenst aan de volgende gemeenten: Anguillara Veneta, Arre, Bagnoli di Sopra, Candiana, Cavarzere (VE), Cona (VE), Correzzola.